# انتسو لیبرتی
انتسو لیبرتی (ایتالیایی: Enzo Liberti؛ ‏ ۲۰ آوریل ۱۹۲۶ – ۴ مهٔ ۱۹۸۶) بازیگر، صداپیشه، کارگردان فیلم اهل ایتالیا بود.
از فیلم‌هایی که وی در آن نقش داشته‌است، می‌توان به هفت بی‌غیرت ارجمند، جنبه خوب پائولینا، پیرنو دوباره می‌تازد، پیرینو در مقابل همه، ساخت ایتالیا، راننده تاکسی، تعطیلات در آمریکا، قرار ملاقات، شیرین‌بیان، کارمن و بهیار اشاره کرد.